# Le Dresseur de tortues
Le Dresseur de tortues, en turc : Kaplumbağa Terbiyecisi, est un tableau de l'artiste ottoman Osman Hamdi Bey, réalisé en deux versions. La première date de 1906 et est exposée au musée Pera à Istanbul qui l'a achetée pour 3,1 millions d'euros,. La seconde version réalisée en 1907 a été achetée dans les années 1980 par le journaliste Erol Simavi. Elle a été exposée au musée Sakıp Sabancı à Istanbul en 2009.

## Contexte historique
Osman Hamdi Bey a peint cette œuvre au moment de grands troubles sociaux et politiques au sein de l'Empire ottoman. Les réformes lancées par le Sultan Abdülhamid II, qui s'étaient avérées inefficaces, étaient désignées comme responsables des bouleversements que connurent l'Empire. L'Empire Ottoman, qui dirigeait alors encore certaines parties de la péninsule balkanique, de l'Afrique du Nord (en particulier en Libye), l'ensemble de l'Anatolie et du Levant, ainsi qu'une grande partie de la péninsule arabique au tournant du XXe siècle, était menacé à la fois par la croissance de mouvements nationalistes au sein de son territoire, et par les incursions de puissances étrangères, qui arriveront à terme à la division de l'Empire à leur profit comme résultat de la Première Guerre mondiale.
Bien qu'elle ne fut que peu diffusée et comprise à l'époque, la peinture reçut un grand prestige dans les décennies qui suivirent, avec l'ascension et la révolution des Jeunes Turcs de 1908, qui mit fin à la régence autocratique du Sultan (qui fut par la suite remplacé par le régime des Trois Pachas, résultat du coup d'état de 1913) et poussa l'Empire à entrer aux côtés des Puissances Centrales dans la Première Guerre Mondiale, et qui entraînera subséquemment sa partition par les puissances victorieuses lors du Traité de Sèvres.